# Hexalectris
Hexalectris es un género que tiene asignada once especie de orquídeas, de la tribu Arethuseae de la familia (Orchidaceae).

## Descripción
Son plantas saprófitas que se cultivan igual que las de Corallorrhiza.

## Hábitat
Se encuentran en Norteamérica con una especie Hexalectris parviflora L.O.Williams,  en el sur de Guatemala.

## Taxonomía
El género fue descrito por Constantine Samuel Rafinesque y publicado en Neogenyton 4. 1825.
Etimología
Hexalectris nombre genérico que se refiere a que el labio tiene seis partes carnosas.

## Especies
- Hexalectris arizonica  (S.Watson) A.H.Kenn. & L.E.Watson (2010)
- Hexalectris brevicaulis  L.O.Williams (1940)
- Hexalectris colemanii  (Catling) A.H.Kenn. & L.E.Watson (2010)
- Hexalectris fallax  M.I.Rodr. & R.González (2005)
- Hexalectris grandiflora  (A.Rich. & Galeotti) L.O.Williams (1944)
- Hexalectris nitida  L.O.Williams (1944)
- Hexalectris parviflora  L.O.Williams (1940)
- Hexalectris revoluta  Correll (1941)
- Hexalectris spicata  (Walter) Barnhart (1904) - especie tipo - ex: Hexalectris aphylla (Nutt.) A.Gray (1896)
- Hexalectris warnockii  Ames & Correll  (1943